# Чамчум, Джорджес (режиссёр)
Джорджес Н. Чамчум (англ. Georges N. Chamchoum, род. 16 июля 1946, Нигер) — французский режиссёр, кинопродюсер, сценарист.

## Биография
Родился 16 июля 1946 года в Нигере (Западная Африка). С 1965 по 1968 год проходил обучение во Французской высшей школе кино (Conservatoire Libre du Cinéma Français) в Париже, окончив её с отличием. Первый фильм снял в 1968 году. Впоследствии обучался режиссуре в Ливане, Франции, Германии, Уэльсе и Польше.
Режиссёр и продюсер более 35 художественных и документальных фильмов, снятых в Европе, Африке, на Ближнем Востоке и в США. Большинство из них отмечено премиями Академия кинематографических искусств и наук (AMPAS), а также на различных международных кинофестивалях (например в Каннах, Берлине, Каире, Москве и так далее).
На протяжении 80-х годов был членом жюри на Le Festival du Film Fantastique et de Science Fiction de Paris — ведущем французском фестивале в жанре фантастики, научной фантастики и фильмов ужасов. Член правления кинофестиваля Университета Нотр-Дам (NDU, Notre Dame University) в Ливане.
Его последняя работа, фильм Абсолютное Зло (Absolute Evil), с Улли Ломмелем в главной роли, была номинирована на Берлинском кинофестивале. В 2011 году он закончил документальный фильм Моя Поездка в Веру (My Journey into Faith), про который он говорит:

«-…мой самым личный фильмом когда-либо снятый, — и я должен был сделать его только для моего собственного удовольствия».

В начале 2012 года закончил фильм Две короткие недели в декабре (Short Two Weeks at Dawn in December), в настоящее время снимая документальный фильм Оставшиеся в живых: Дети войны (Survivors: Children of War), продюсером которого является Джон Рид, который в 2013 году.
В дополнение к кинопроизводству увлекается фотографией; имеет несколько премий за работы в этом жанре.

## Фильмография
Документальные фильмы
| Год  | Русское название     | Оригинальное название | Вид участия                                                |
| ---- | -------------------- | --------------------- | ---------------------------------------------------------- |
| 1978 | Ливан... Почему?     | Lebanon... Why?       | режиссёр                                                   |
| 1992 | Отличные полицейские | Universal Cops        | режиссёр                                                   |
| 2012 | Поездка в мою веру   | Journey into my Faith | режиссёр, исполнительный продюсер, сценарист, кинооператор |

Художественные фильмфы
| Год  | Русское название   | Оригинальное название | Вид участия             |
| ---- | ------------------ | --------------------- | ----------------------- |
| 1995 | Войны теней        | Shadow Warriors       | директор картины        |
| 1996 | Сердце тигра       | Tiger Heart           | режиссёр                |
| 1998 | Мушкетеры навсегда | Musketeers Forever    | режиссёр                |
| 2000 | Денни и Макс       | Danny and Max         | продюсер                |
| 2001 | Сентябрьская песня | September Song        | продюсер                |
| 2008 | Шанс китайца       | Chinaman's Chance     | специальный помощник    |
| 2009 | Абсолютное Зло     | Absolute Evil         | исполнительный продюсер |

Видео
| Год  | Русское название | Оригинальное название | Вид участия             |
| ---- | ---------------- | --------------------- | ----------------------- |
| 2010 | Ди Си Снайпер    | D.C. Sniper           | исполнительный продюсер |